# Cryptotaenia flahaultii
Cryptotaenia flahaultii là một loài thực vật có hoa trong họ Hoa tán. Loài này được (Woronow) Koso-Pol. mô tả khoa học đầu tiên năm 1915.